# Cratere Norman

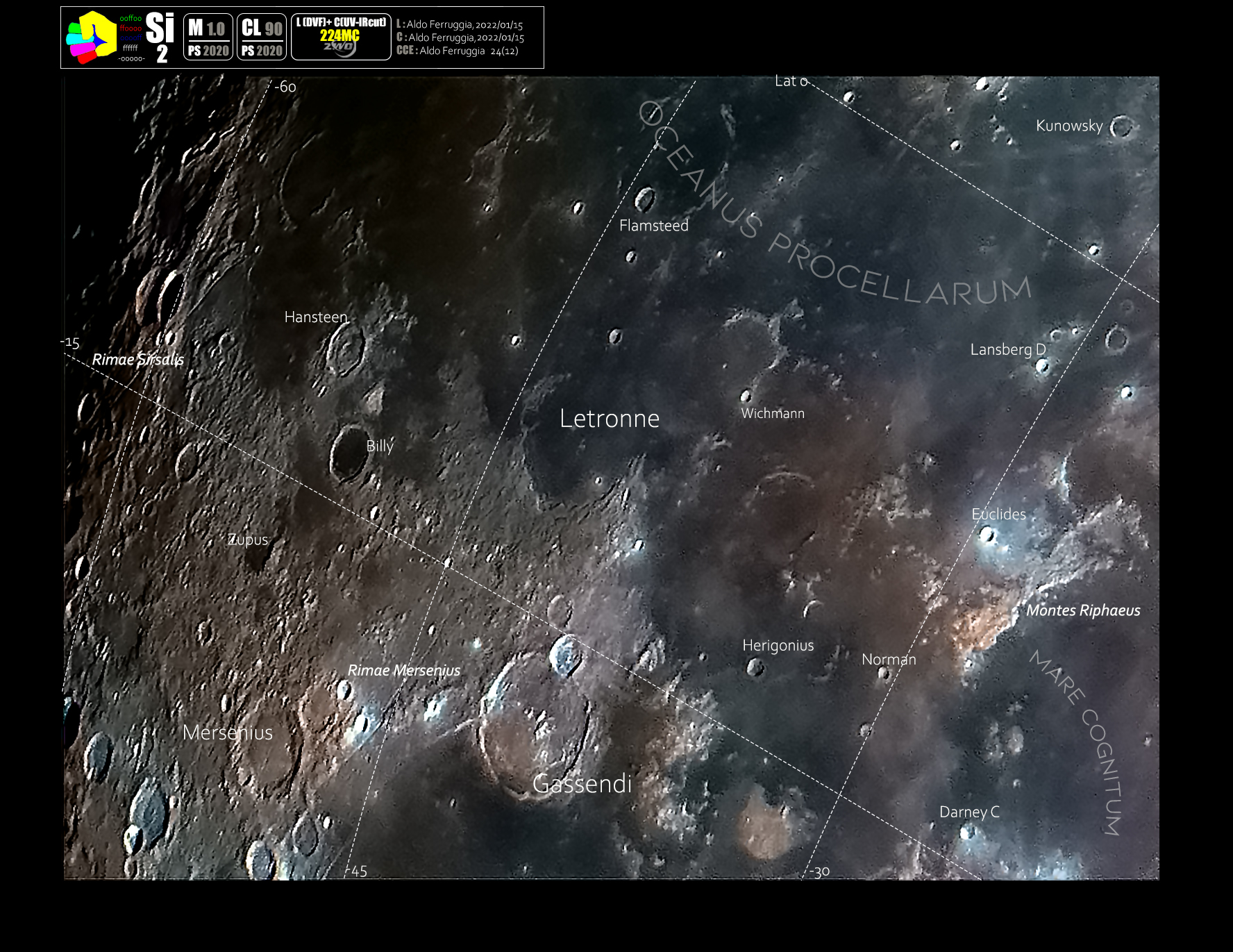
Il cratere(in basso a destra) in un'Immagine Selenocrocatica (Si)

Norman è un piccolo cratere lunare intitolato al "meccanico" naturalista inglese del XVI secolo Robert Norman; è situato nell’Oceanus Procellarum nella parte visibile della luna a sud-ovest del Cratere Euclides.